# 窪田金次郎
窪田 金次郎（くぼた きんじろう、1923年2月6日 - 2006年5月24日）は、日本の解剖学者。山梨県出身。

## 人物
1923年山梨県生まれ。1944年東京医学歯学専門学校卒、1948年千葉医科大学医学科卒、1955年東京大学医学博士。東京大学医学部助手、東京医科歯科大学助教授をへて同大学顎構造研究部門教授、1988年3月定年退職。東京医科歯科大学名誉教授。明海大学歯学部教授。日本咀嚼学会会長。
1999年、勲三等旭日中綬章を受章。2006年5月24日に脳出血のため死去。享年83。

## 著書
- 図説体表解剖学 (1992) 朝倉書店

## 関連人物
- 柴内俊次